# Teobalda
Teobalda – imię żeńskie pochodzenia germańskiego;  utworzone od słów: þeudo (germ.), diet (śrwniem.) — „lud” i bald — „odważny, śmiały”. Żeński odpowiednik imienia Teobald. Wśród patronów - m.in. św. Teobald, prezbiter i pustelnik (XI wiek).
Teobalda imieniny obchodzi 30 czerwca i 8 lipca.
Męski odpowiednik: Teobald